# Gaëtan Laliberté
Pour les articles homonymes, voir Laliberté.
Temple de la renommée français : 2008
Gaëtan Laliberté, dit Pete, (né le 6 octobre 1930 à Sorel au Québec - 21 juillet 2006 à Strasbourg) est un joueur de hockey sur glace.

## Carrière de joueur

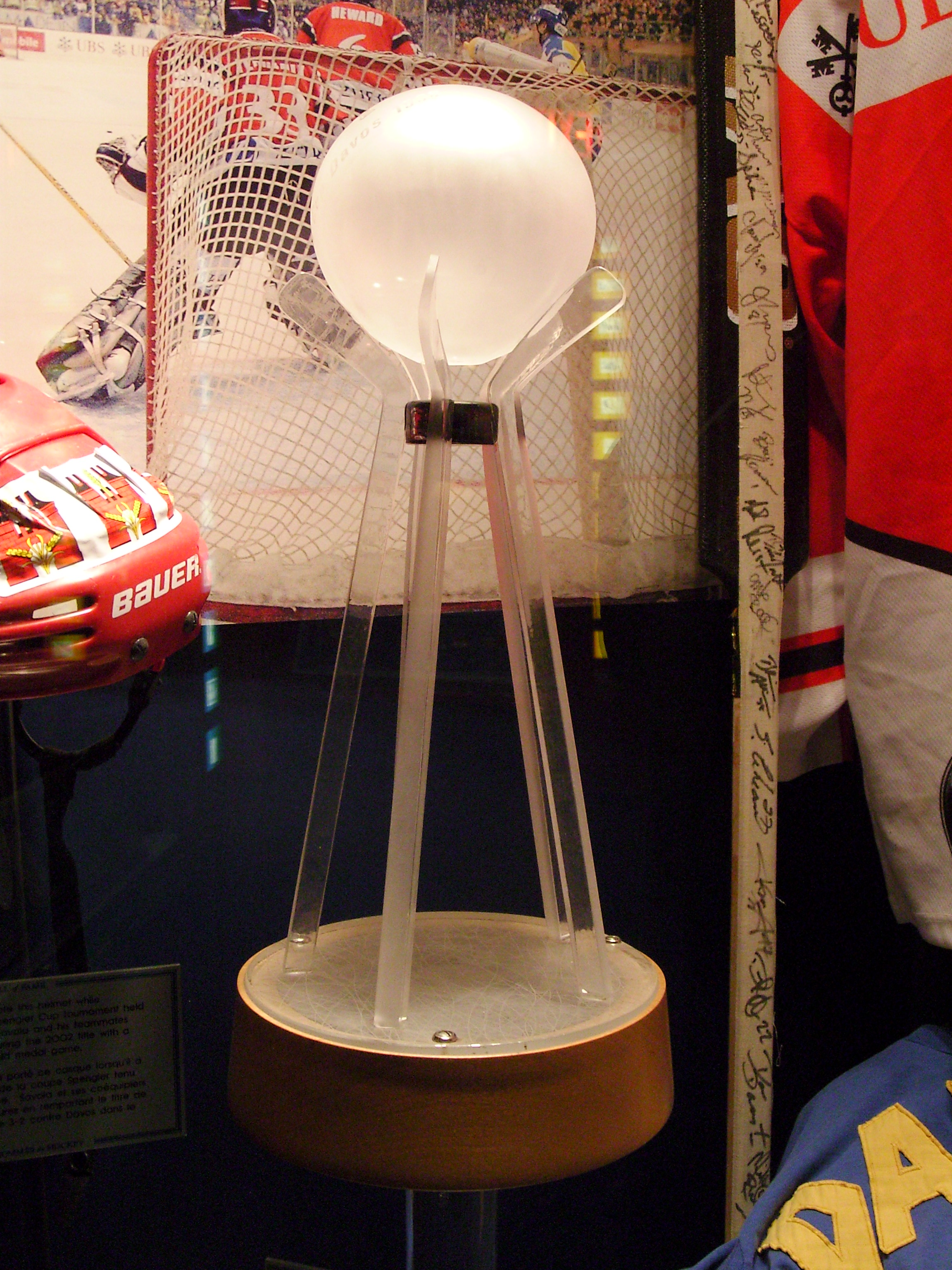
Pete Laliberté remporte trois fois la Coupe Spengler en 1959, 1960 et 1961.

La première passion de Pete Laliberté est le baseball, sport qu'il pratiqua à un haut niveau dans sa jeunesse.

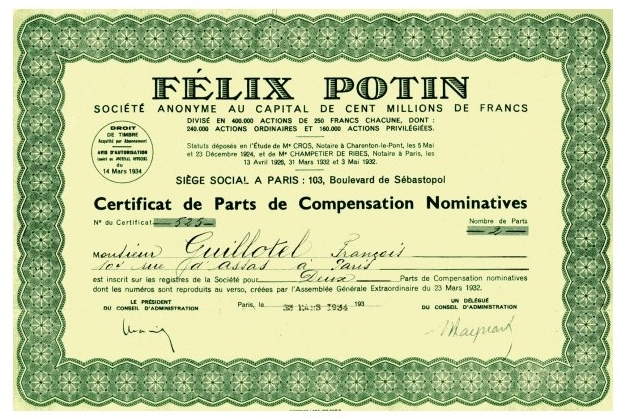
Philippe Potin, l'héritier de l'enseigne Félix Potin est le grand mécène de l'ACBB.

Il évolue à l'ACBB sur la patinoire construite par Jacques Lacarrière où il devient la coqueluche du tout Paris avant de devenir celle de Grenoble.
Il fut attiré dans la capitale alpine par Philippe Potin ex-patron de l'AC Boulogne-Billancourt avec pour mission de créer un club dans la préfecture de l’Isère. Ce fut une franche réussite puisque s’y dérouleront quelques années plus tard les Jeux olympiques d’hiver (1968).
Dans la station de L'Alpe d'Huez il créera un stage d’été pour hockeyeurs en herbe dont plusieurs deviendront des joueurs représentant leurs équipes nationales. Il est assisté par son fils Sacha et Eric Devenon comme entraîneurs adjoints.
Il devient également entraîneur de l'équipe de France à 3 reprises (1962 à 1963, 1967 à 1978, 1980 à 1981).
Il accompagne l'équipe du Canada lors des Jeux olympiques d'Albertville en 1992.
Victime d'un accident vasculaire cérébral au milieu des années 90, il continue cependant à assumer son rôle d'entraîneur auprès des jeunes et des sections féminines.
Depuis 2007, le trophée récompensant le vainqueur de la Coupe de France porte son nom. En 2008, il est intronisé au Temple de la renommée du hockey français.
Son maillot, floqué du numéro 9, est retiré de l'équipe du CSG Grenoble.
Il est également entraîneur à Conflans Sainte Honorine à partir des années 80.

## Palmarès

Avec l'Athletic Club de Boulogne-Billancourt
- Coupe Spengler :
  - 1959
  - 1960
  - 1961
- Champion de France :
  - 1960
  - 1962